# Friedrich Ludwig (musicologue)
Friedrich Ludwig, né le 8 mai 1872 à Potsdam et mort le 3 octobre 1930 à Göttingen, est un musicologue allemand.

## Biographie
Il étudie l'histoire de la musique et la musicologie à Marbourg puis à Strasbourg. À partir de 1905, il succède à Gustav Jacobsthal à la chaire de musicologie de l'université de Strasbourg et est nommé professeur titulaire en 1910. Après la Première Guerre mondiale, il enseigne à Göttingen.
Ses travaux sur la musique médiévale et principalement sur la polyphonie et l'isorythmie, firent autorité. Il est l'auteur de la première édition complète des œuvres musicales de Guillaume de Machaut Guillaume de Machaut : Musikalische Werke dont le dernier volume sur lequel il travailla jusqu'en 1930, contenait sa transcription de la Messe de Notre Dame et qui fut révisé avant publication par son disciple Heinrich Besseler (de). En 1943 un raid aérien sur Leipzig détruisit les planches du volume IV, qui put être publié en 1954 à partir d'un tiré à part qui avait été imprimé avant la destruction des planches.

## Écrits
- Guillaume de Machaut : Musikalishe Werke, 4 volumes, I-III Leipzig 1926-1923, IV édité par Heinrich Besseler, Leipzig 1954 ; réédition des 4 volumes, Leipzig 1954.